# Paragetocera dilatipennis
Paragetocera dilatipennis is een keversoort uit de familie bladkevers (Chrysomelidae). De wetenschappelijke naam van de soort werd in 2004 gepubliceerd door Zhang & Yang.